# Suzette O'Nil

Dranem, son époux, affiche de 1895

Suzette O'Nil, de son vrai nom Suzanne Pauline Albertine Waroquiez, née le 14 janvier 1895 à Lille et morte le 12 avril 1967 en son domicile dans le 16e arrondissement de Paris, est une chanteuse et actrice française.

## Biographie
Le nom de O'Nil (ou O'Neill) provient de Florence O'Neill son premier mari dont elle fut veuve et qui fut le père de son fils Francis.
En 1923, elle rencontre le chanteur Dranem, de 26 ans son aîné, qu'elle épouse le 20 mai 1927. Ce dernier adoptera même le fils de Suzette, Francis Florence O'Neill, né le 14 février 1921. Elle restera avec Dranem jusqu'à sa mort.
Elle apparaît dans de petits rôles dans la quasi-totalité des opérettes ou films joués par Dranem, de 1923 à 1931.
Elle repose aux côtés de ce dernier dans le parc de l'ancienne maison de retraite de Ris-Orangis.

## Filmographie
- 1929 : J'ai l'noir ou le Suicide de Dranem de Max de Rieux : la danseuse
- 1932 : Monsieur Albert de Karl Anton
- 1932 : Le Roi du Palace Hôtel de Carmine Gallone
- 1932 : Il est charmant de Louis Mercanton : la dactylo
- 1933 : Champignol malgré lui de Fred Ellis : la cantinière
- 1933 : Les Deux Canards d'Erich Schmidt
- 1933 : Ah ! Quelle gare ! de René Guissart
- 1934 : Un bon numéro, des pneumatiques Dunlop, scénario R. Dieudonné avec Dranem[3]

## Théâtre

### Opérettes
- Là-Haut (1923) - Rôle : L'élue du peuple
- La Dame en décolleté (1923) - Rôle : Conchita
- Troublez-moi (1924) - Rôle : Madame Trot
- PLM (1925) - Rôle : Cri-Cri
- Le Diable à Paris (1927) - Rôle : Miss Sterling
- Vive Leroy ! (1929)
- Louis XIV (1929) - Rôle : Odette
- Bégonia (1930) - Rôle : Lily

## Discographie
- C'est bête de faire ça ! (en duo avec Fred Pasquali) (1927)
- La Parade (en duo avec Dranem) (extrait de l'opérette Encore cinquante centimes) (1932)